# Bikaner

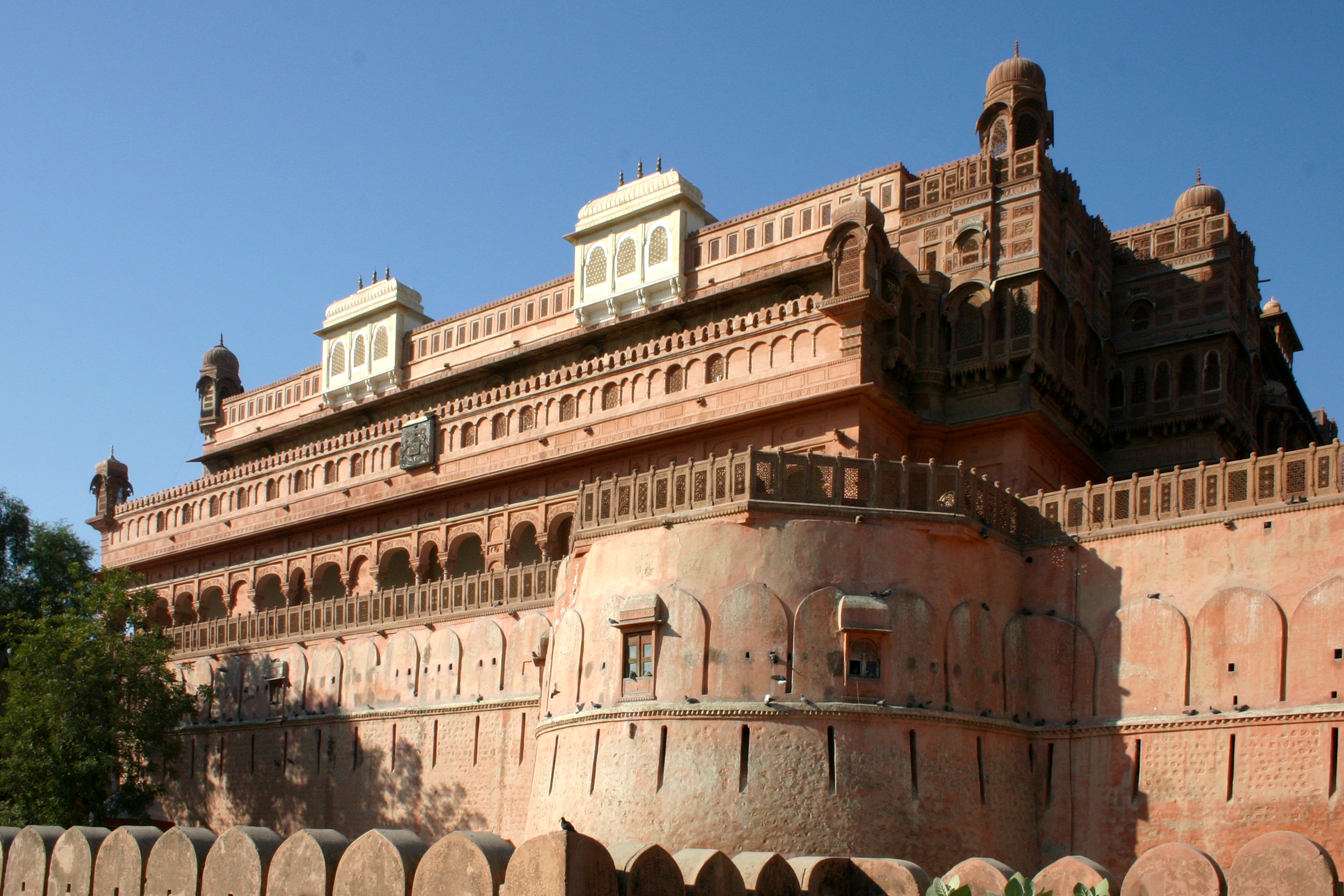
Fortificação em Bikaner.

Bikaner é uma cidade do estado de Rajastão, na Índia. Localiza-se no noroeste do país. Tem cerca de 560 mil habitantes. Foi fundada em 1488 e foi capital do estado com o mesmo nome.